# MLW World Tag Team Championship
El MLW World Tag Team Championship (Campeonato Mundial en Parejas de la MLW, en español) es un campeonato de lucha libre profesional creado y utilizado por la compañía estadounidense Major League Wrestling (MLW). El campeonato se creó el 21 de abril de 2003, bajo el nombre de MLW Global Crown Tag Team Championship (Campeonato Global en Parejas Corona de la de MLW, en español), todo esto después de la fundación de la compañía en febrero del mismo año. Los campeones actuales son Los Depredadores (Magnus & Rugido), quienes se encuentran en su primer reinado.
Los títulos fueron desocupados el 10 de febrero de 2004, después del cierre de la empresa. Después del relanzamiento de la empresa en 2018, Lucha Brothers (Penta el 0M & Rey Fénix) obtendrían los títulos vacantes con el nombre de Campeonato Mundial en Parejas de la MLW el 7 de junio de 2018.
Tras su establecimiento, fue clasificado como un campeonato exclusivo para parejas. Sin embargo, existen excepciones donde más de dos luchadores pueden ser considerados campeones al mismo tiempo — y defender los campeonatos — bajo la denominada Freebird Rule, como fue el caso del primer reinado de New Era Hart Foundation.

## Historia
Los títulos fueron dados a conocer el 21 de abril de 2003, durante las grabaciones de Underground TV  el 21 de abril de 2003, bajo el nombre de Campeonato Global en Parejas Corona de la de MLW. MLW iniciaría un torneo de eliminación simple de cuatro equipos para coronar a los primeros campeones. Los equipos para el torneo fueron PJ Friedman y Steve Williams, Jimmy Yang y Mike Sanders , The Extreme Horsemen (CW Anderson y Simon Diamond) y Los Maximos (José Máximo y Joel Máximo). Friedman y Williams y The Extreme Hoursemen avanzarían a la final del torneo.
El 9 de mayo en MLW Revolutions, The Extreme Hoursemen derrotaría a Friedman y Williams para convertirse en los primeros campeones. Sin embargo, su reinado terminaría el 10 de febrero de 2004, después de que la empresa dejó de realizar eventos.

### Torneo por el título
|  | Semifinales                                          | Semifinales                  | Semifinales                                          |  |  | Final | Final | Final |  |
|  |                                                      |                              |                                                      |  |  |       |       |       |  |
|  |                                                      |                              |                                                      |  |  |       |       |       |  |
|  | PJ Friedman & Steve Williams                         |                              |                                                      |  |  |       |       |       |  |
|  |                                                      |                              |                                                      |  |  |       |       |       |  |
|  | Jimmy Yang & Mike Sanders                            |                              |                                                      |  |  |       |       |       |  |
|  |                                                      | PJ Friedman & Steve Williams |                                                      |  |  |       |       |       |  |
|  |                                                      |                              |                                                      |  |  |       |       |       |  |
|  |                                                      |                              | The Extreme Horsemen (C.W. Anderson & Simon Diamond) |  |  |       |       |       |  |
|  | The Extreme Horsemen (C.W. Anderson & Simon Diamond) |                              |                                                      |  |  |       |       |       |  |
|  |                                                      |                              |                                                      |  |  |       |       |       |  |
|  | Los Maximos (José Máximo & Joel Máximo)              |                              |                                                      |  |  |       |       |       |  |
|  |                                                      |                              |                                                      |  |  |       |       |       |  |
|  |                                                      |                              |                                                      |  |  |       |       |       |  |

## Nombres
| Nombre                                 | Años                                       |
| -------------------------------------- | ------------------------------------------ |
| MLW Global Crown Tag Team Championship | 27 de abil de 2003 — 10 de febrero de 2004 |
| MLW World Tag Team Championship        | 10 de mayo de 2018 — presente              |

## Campeones
El Campeonato Mundial en Parejas de la MLW es un campeonato por equipos de la empresa Major League Wrestling, que está vigente desde 2012. Los campeones inaugurales fueron The Extreme Horsemen, quienes ganaron un torneo en Revolutions, y desde entonces ha habido 5 distintos equipos y 10 luchadores campeones oficiales, repartidos en 5 reinados en total. Penta el 0M, Rey Fénix, Davey Boy Smith Jr. y Teddy Hart son los cuatro luchadores no estadounidenses que han ostentado el título.
El reinado más largo en la historia del título le pertenece a The Von Erichs (Marshall Von Erich & Ross Von Erich), quienes mantuvieron el campeonato por 438 días. Por otro lado, un equipo ha tenido un reinado de menos de 99 días: World Titan Federation (Davey Boy Smith Jr. & Tom Lawlor), solo 53 días en 2024. Aquel reinado es el más corto en la historia del campeonato.
En cuanto a los días en total como campeones (un acumulado entre la suma de todos los días de los reinados individuales de cada luchador), The Von Erichs también posee el primer lugar, con 438 días como campeones entre su único reinado. Les siguen Lucha Brothers — Penta el 0M & Rey Fénix (240 días en su único reinado), New Era Hart Foundation — Davey Boy Smith Jr. & Teddy Hart — (154 días en su único reinado), The Dynasty — MJF & Richard Holliday — (119 días en su único reinado). En cuanto a los días en total como campeones, de manera individual, Marshall Von Erich & Ross Von Erich poseen el primer lugar con 438 días entre su único reinado como campeón. Le siguen Hustle & Power (EJ Nduka & Calvin Tankman) — (ambos con 315 días en su único reinado), Davey Boy Smith Jr. & Teddy Hart — (ambos con 154 días en su único reinado) y Los Parks (El Hijo de L.A. Park & L.A. Park) — (ambos con 297 días en su único reinado).
En cuanto al peso de los campeones, The Samoan SWAT Team son los más pesados con 699 kilogramos combinados, mientras que Lucha Brothers son los más livianos con 76 kilogramos combinados.

### Campeones actuales
Los actuales campeones son Los Depredadores (Magnus & Rugido), quienes se encuentran en su primer reinado como campeones. CozyMax ganaron los títulos tras derrotar a los excampeones CozyMax (Satoshi Kojima & Shigeo Okumura) el 2 de mayo de 2025 en CMLL vs. MLW: Viernes Espectacular.
Los Depredadores registran hasta el 18 de agosto de 2025 defensas televisadas:

### Lista de campeones
| N.º | Campeones                                                                                 | Lucha                   | Lucha                              | Lucha                            | Estadísticas | Estadísticas | Notas y referencias |
| N.º | Campeones                                                                                 | Fecha                   | Evento                             | Ubicación                        | Reinado      | Días         | Notas y referencias |
| --- | ----------------------------------------------------------------------------------------- | ----------------------- | ---------------------------------- | -------------------------------- | ------------ | ------------ | --- |
| 1   | The Extreme Horsemen (C.W. Anderson (1) & Simon Diamond (1))                              | 9 de mayo de 2003       | Revolutions                        | Orlando, Florida                 | 1            | 277          | Derrotaron a Steve Williams & P.J. Friedman en la final de un torneo.                                                                              |
| —   | Vacante                                                                                   | 10 de febrero de 2004   | —                                  | —                                | —            | —            | Debido a Anderson y Diamond ya no figuraban como Campeón Mundial en Parejas de MLW después de que la compañía dejó de organizar eventos.           |
| —   | Desactivado                                                                               | 10 de febrero de 2004   | —                                  | —                                | —            | —            | MLW se declaró en quiebra el 10 de febrero de 2004.                                                                                                |
| 2   | Lucha Brothers (Penta el 0M (1) & Rey Fénix (1))                                          | 7 de junio de 2018      | Fusion                             | Orlando, Florida                 | 1            | 240          | Derrotaron a Team TBD (Jason Cade y Jimmy Yuta) y The Dirty Blondes. Fue emitido el 15 de junio.                                                   |
| 3   | New Era Hart Foundation (Brian Pillman Jr. (1), Davey Boy Smith Jr. (1) & Teddy Hart (1)) | 2 de febrero de 2019    | Superfight                         | Philadelphia, Pennsylvania       | 1            | 154          | El campeonato fue ganado por Hart y Smith, pero Pillman también es reconocido como campeón por la Freebird Rule.                                   |
| 4   | The Dynasty (MJF (1) & Richard Holliday (1))                                              | 6 de julio de 2019      | Fusion                             | Cicero, Illinois                 | 1            | 119          | [ 6 ] |
| 5   | The Von Erichs (Marshall Von Erich (1) & Ross Von Erich (1))                              | 2 de noviembre de 2019  | Saturday Night SuperFight          | Cicero, Illinois                 | 1            | 438          | Este es el reinado más largo de la historia del campeonato.                                                                                        |
| 6   | Los Parks (L. A. Park (1) & El Hijo de L.A. Park (1))                                     | 13 de enero de 2021     | Fusion                             | Orlando, Florida                 | 1            | 297          | Fue en un Texas Tornado Match con Tom Lawlor como árbitro especial invitado.                                                                       |
| 7   | 5150 (Danny Rivera (1) & Slice Boogie (1))                                                | 6 de noviembre de 2021  | War Chamber                        | Philadelphia, Pennsylvania       | 1            | 112          | Fue en un Philadelphia Street Fight. |
| 8   | Hustle & Power (EJ Nduka & Calvin Tankman)                                                | 26 de febrero de 2022   | SuperFight                         | Charlotte, Carolina del Norte    | 1            | 315          | Emitido el 31 de marzo. |
| 9   | The Samoan SWAT Team (Juice Finau (1) & Lance Anoa'i (1))                                 | 7 de enero de 2023      | Blood & Thunder                    | Filadelfia, Pensilvania          | 1            | 182          | Emitido el 14 de marzo en Underground. |
| 10  | The Calling (AKIRA (1) & Rickey Shane Page (1))                                           | 8 de julio de 2023      | Never Say Never                    | Filadelfia, Pensilvania          | 1            | 213          | Fue en un Fans Bring the Weapons Match. |
| 11  | The Second Gear Crew (Matthew Justice & 1 Called Manders)                                 | 18 de noviembre de 2023 | Fightland                          | Filadelfia, Pensilvania          | 1            | 103          | Fue en un Ladder Match. |
| 12  | World Titan Federation (Tom Lawlor (1) & Davey Boy Smith Jr. (2))                         | 29 de febrero de 2024   | Intimidation Games                 | Ciudad de Nueva York, Nueva York | 1            | 53           | |
| —   | Vacante                                                                                   | 22 de abril de 2024     | —                                  | —                                | —            | —            | Los títulos quedaron vacantes cuando la W.T.F (Lawlor & Smith Jr.) sufrieron heridas en un ataque de miembros de la Contra Unit en War Chamber II. |
| 13  | CozyMax (Satoshi Kojima (1) & Shigeo Okumura (1))                                         | 11 de mayo de 2024      | Lucha Azteca                       | Cícero, Illinois                 | 1            | 110          | Derrotaron a The Second Gear Crew (Matthew Justice & 1 Called Manders) para ganar los títulos vacantes.                                            |
| 14  | Contra Unit (Ikuro Kwon (1) & Minoru Suzuki (1))                                          | 29 de agosto de 2024    | Summer of the Beasts               | Queens, Nueva York               | 1            | 98           | |
| 15  | CozyMax (Satoshi Kojima (2) & Shigeo Okumura (2))                                         | 5 de diciembre de 2024  | Eric Bischoff's One Shot           | Queens, Nueva York               | 2            | 148          | |
| 16  | Los Depredadores (Magnus (1) & Rugido (1))                                                | 5 de diciembre de 2024  | CMLL vs. MLW: Viernes Espectacular | Ciudad de México, México         | 1            | 55           | |
| 17  | The Skyscrapers (Donovan Dijak & Bishop Dyer)                                             | 26 de junio de 2025     | Summer of the Beasts               | Nueva York, Nueva York           | 1            | 53+          | |

### Total de días con el título
La siguiente lista muestra el total de días que un equipo o un luchador ha poseído el campeonato, si se suman todos los reinados que posee. Actualizado a la fecha del 18 de agosto de 2025.

#### Por equipos
A la fecha del 18 de agosto de 2025.
| + | Indica a los campeones actuales |

| N.º | Equipo                                                                        | Reinados | Total de días |
| --- | ----------------------------------------------------------------------------- | -------- | ------------- |
| 1   | The Von Erichs (Marshall Von Erich & Ross Von Erich)                          | 1        | 438           |
| 2   | Hustle & Power (EJ Nduka & Calvin Tankman)                                    | 1        | 315           |
| 3   | Los Parks (L. A. Park & El Hijo de L.A. Park)                                 | 1        | 297           |
| 4   | The Extreme Horsemen (C.W. Anderson & Simon Diamond)                          | 1        | 277           |
| 5   | CozyMax (Satoshi Kojima & Shigeo Okumura)                                     | 2        | 258           |
| 6   | Lucha Brothers (Penta el 0M & Rey Fénix)                                      | 1        | 240           |
| 7   | The Calling (Akira & Ricky Shane Page)                                        | 1        | 213           |
| 8   | The Samoan SWAT Team (Juice Finau & Lance Anoa'i)                             | 1        | 182           |
| 9   | New Era Hart Foundation (Brian Pillman Jr., Davey Boy Smith Jr. & Teddy Hart) | 1        | 154           |
| 10  | The Dynasty (MJF & Richard Holliday)                                          | 1        | 119           |
| 11  | 5150 (Danny Rivera & Slice Boogie)                                            | 1        | 112           |
| 12  | The Second Gear Crew (Matthew Justice & 1 Called Manders)                     | 1        | 103           |
| 13  | Contra Unit (Ikuro Kwon & Minoru Suzuki)                                      | 1        | 98            |
| 14  | Los Depredadores (Magnus & Rugido)                                            | 1        | 55            |
| 15  | The Skyscrapers (Donovan Dijak & Bishop Dyer)                                 | 1        | 53+           |
| 15  | World Titan Federation (Tom Lawlor & Davey Boy Smith Jr.)                     | 1        | 53            |

#### Por luchador

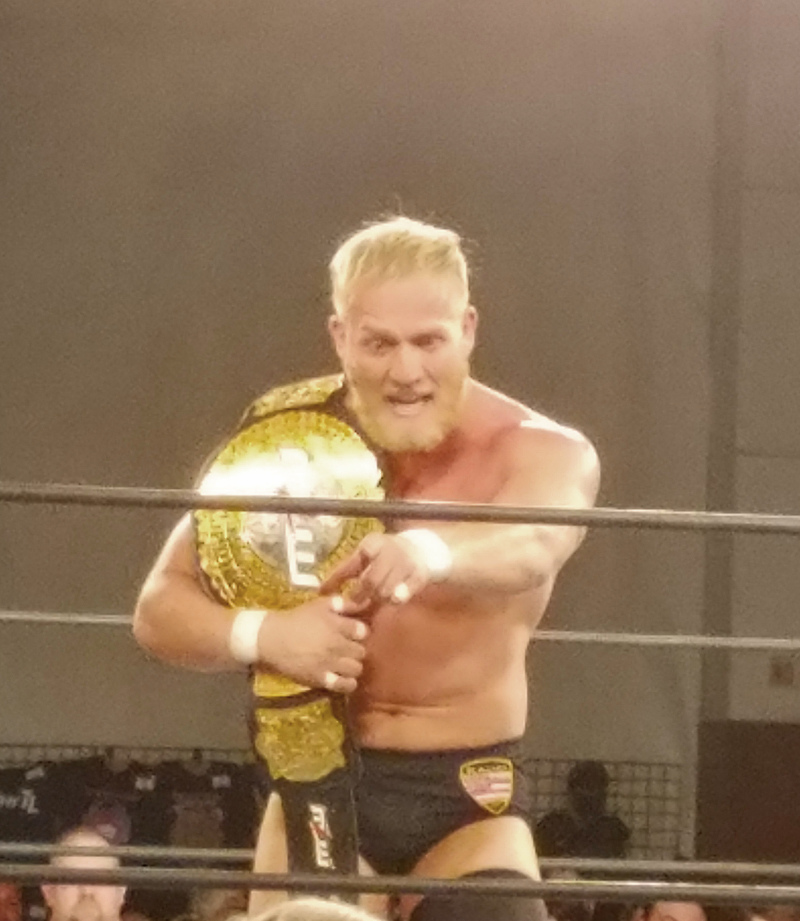
Marshall Von Erich posee junto a su hermano, el reinado más largo del título.

A la fecha del 18 de agosto de 2025.
| + | Indica al campeón actual |

| N.º | Campeón              | Reinados | Total de días |
| --- | -------------------- | -------- | ------------- |
| 1   | Marshall Von Erich   | 1        | 438           |
| 1   | Ross Von Erich       | 1        | 438           |
| 3   | EJ Nduka             | 1        | 315           |
| 3   | Calvin Tankman       | 1        | 315           |
| 5   | L. A. Park           | 1        | 297           |
| 5   | El Hijo de L.A. Park | 1        | 297           |
| 7   | C.W. Anderson        | 1        | 277           |
| 7   | Simon Diamond        | 1        | 277           |
| 9   | Penta el 0M          | 1        | 240           |
| 9   | Rey Fénix            | 1        | 240           |
| 11  | Akira                | 1        | 213           |
| 11  | Ricky Shane Page     | 1        | 213           |
| 13  | Davey Boy Smith Jr.  | 2        | 207           |
| 14  | Juice Finau          | 1        | 182           |
| 14  | Lance Anoa'i         | 1        | 182           |
| 16  | Brian Pillman Jr.    | 1        | 154           |
| 16  | Teddy Hart           | 1        | 154           |
| 20  | MJF                  | 1        | 119           |
| 20  | Richard Holliday     | 1        | 119           |
| 22  | Satoshi Kojima       | 1        | 110           |
| 22  | Shigeo Okumura       | 1        | 110           |
| 24  | Matthew Justice      | 1        | 103           |
| 24  | 1 Called Manders     | 1        | 103           |
| 26  | Danny Rivera         | 1        | 112           |
| 26  | Slice Boogie         | 1        | 112           |
| 18  | Ikuro Known          | 1        | 98            |
| 18  | Minoru Suzuki        | 1        | 98            |
| 28  | Tom Lawlor           | 1        | 53            |
| 18  | Magnus               | 1        | 108+          |
| 18  | Rugido               | 1        | 108+          |

### Mayor cantidad de reinados

#### Por equipos
| Reinados | Equipos |
| -------- | ------- |
| 2 veces  | CozyMax |

#### Por luchador
| Reinados | Luchador (es)                                        |
| -------- | ---------------------------------------------------- |
| 2 veces  | Davey Boy Smith Jr., Satoshi Kojima, Shigeo Okumura. |